# Cos de ruptura
En Matemàtiques i més precisament en àlgebra en el marc de la teoria de Galois un cos de ruptura d'un polinomi irréductible P(X) amb coeficients en un cos K és una Extensió algebraica mínima de K que conté almenys una arrel del polinomi.
Segons els autors, es poden trobar altres definicions del cos de ruptura (vegeu secció altres definicions).
Es demostra que amb la definició escollida, si P és un polinomi irreductible, tots els cossos de ruptura de P(X) són isomorfs a K[X]/(P(X)), l'anell K[X] dels polinomis amb coeficients a K quocient l'ideal engendrat pel polinomi P(X).
Un cos de ruptura permet trobar un cos en el qual el polinomi pot ser romput però, en general, amb aquesta construcció no n'hi ha prou a escindir totalment el polinomi, és a dir a descompondre'l en producte de factors de primer grau. La construcció d'un cos de ruptura no és doncs més que una etapa en la construcció del cos de descomposició en el qual el polinomi podrà ser totalment escindit. Són els cossos de descomposició que, en el cas en què el criteri de séparabilitat està assegurat, posseeixen les propietats adequades necessàries per aplicar el teorema fonamental de la teoria de Galois.
Si un cos de ruptura no conté la totalitat de les arrels de P(X), llavors és possible reiterar l'operació fins que s'obtingui una extensió algebraica que contingui totes les arrels: s'obté el cos de descomposició del polinomi.

## Definició
Sigui K un cos i P(X ) un polinomi irreductible d'una indeterminada i amb coeficients en K. Si L és una extensió de K en la qual P posseeix una arrel, llavors el més petit subcos de {\displaystyle L} que conté K i α, és l'element primitiu de K definit per α i es nota K(α). Un cos de ruptura de P(X ), polinomi irreductible sobre K, és per definició un element primitiu K(α) de K, on α és una arrel de P. Llavors α és algebraica sobre K, i P (que és irreductible) és un inversible respecte, el polinomi mínim de sobre K.
Una extensió L d'un cos K es pot veure com un espai vectorial sobre K, la dimensió del qual s'anomena el grau de L sobre K i es nota [L:K]. Un cos de ruptura de P sobre K és una Extensió algebraica finita de K. En el paràgraf següent es demostra que, el polinomi P és irreductible, el grau d'aquesta extensió és per força el grau n del polinomi P, ja que, sent una arrel de P, K(α) és K[α], l'anell més petit engendrat per K i, α espai vectorial de base α, …, αn-1 sur K.
Per tant, un cos de ruptura F de P polinòmi irreductible de grau n sobre K és (de forma idistinta i equivalent):
- una extensió (algebraica) simple de K definida per una arrel de P;
- una extensió mínima de K que coté una arrel de P, «mínima» el que significa que cap subcos propi de F no conté cap arrel de {\displaystyle P(X)};
- una extensió de K que conté almenys una arrel de P i de grau mínim sobre K;
- una extensió de K que conté almenys una arrel de P i de grau n sobre K.

Exemples
- Al cos dels nombres reals, el polinomi X² + 1 no té, en seu cos de coeficients, cap arrel. En efecte, tot quadrat del cos dels nombres reals és positiu. Un cos de ruptura d'aquest polinomi és rl dels nombres complexos. És de grau 2 sobre {\displaystyle \scriptstyle \mathbb {R} } (Vegeu construcció dels nombres complexos).

- Al cos dels nombres racionals, el polinomi X3 - 2 no posseeix arrel en {\displaystyle \scriptstyle \mathbb {Q} } però en posseeix una en {\displaystyle \scriptstyle \mathbb {R} }, sigui {\displaystyle \scriptstyle {\sqrt[{3}]{2}}}. Es verifica que el subcos de {\displaystyle \scriptstyle \mathbb {R} }, {\displaystyle \scriptstyle \mathbb {Q} ({\sqrt[{3}]{2}})} és el conjunt de tots els reals que s'escriuen {\displaystyle \scriptstyle a+b{\sqrt[{3}]{2}}+c{\sqrt[{3}]{4}}} amb a, b i c racionals. És de grau 3. Tanmateix aquesta extensió no conté totes les arrels del polinomi. En efecte, n'hi ha dues que tenen un component complex i que no són elements d'aquest cos, és a dir {\displaystyle \scriptstyle {\sqrt[{3}]{2}}\mathrm {j} } i {\displaystyle \scriptstyle {\sqrt[{3}]{2}}\mathrm {j} ^{2}} on j i j² són les dues arrels cúbiques de la unitat diferents d'1 ({\displaystyle \scriptstyle \mathrm {j} =-{\frac {1}{2}}+\mathrm {i} {\frac {\sqrt {3}}{2}}}). Es verifica que el cos dels complexos conté tres cossos de ruptura de X3 - 2, {\displaystyle \scriptstyle \mathbb {Q} ({\sqrt[{3}]{2}})} ja mencionat, {\displaystyle \scriptstyle \mathbb {Q} ({\sqrt[{3}]{2}}\mathrm {j} )} (que és el conjunt dels complexos de la forma {\displaystyle \scriptstyle a+b{\sqrt[{3}]{2}}j+c{\sqrt[{3}]{4}}j^{2}} amb a, b i c racionals), i {\displaystyle \scriptstyle \mathbb {Q} ({\sqrt[{3}]{2}}\mathrm {j} ^{2})} (definició anàloga). Tots són de grau 3, i són necessàriament isomorfs 2 a 2 (vegeu el teorema que segueix). Cap no és un cos de descomposició de `` X3 - 2 (el cos més petit que conté totes les arrels de P(X ). S'obté reiterant això la construcció d'un cos de ruptura.

- Un cos de ruptura d'un polinomi irreductible pot ser igual al cos de descomposició d'aquest, fins i tot si el grau del polinomi és estrictament superior a 2. És el cas del cos de ruptura sobre {\displaystyle \scriptstyle \mathbb {Q} } del polinomi X4+X3+X²+X+1, les arrels del qual són les 4 arrels cinquenes de la unitat diferents d'1: si α és una d'elles, les 4 arrels són, α, α², α3, α4 (vegeu també Polinomi ciclotòmic). Aquest és sempre el cas per a un polinomi irreductible sobre un cos finit.

## Propriétés
| Existència i unicitat Sia P un polinomi irreductible de grau n sobre K, llavors existeix un cos de ruptura per a P(X) de grau n sobre K únic, tret d'isomorfismes: és el cos K[X]/(P(X)). |

Per tant, tot cos engendrat per K i una arrel de P(X) és un cos de ruptura de P(X) de grau n sobre K, isomorf a K[X]/(P(X)) 
La irreductibilitat del polinomi P és necessària per provar la unicitat d'una extensió mínima que contingui una arrel del polinomi. Un producte de dos polinomis irreductibles de graus diferents sobre K tindrà duess extensions de grau diferent sobre K, segons el que precedeix i, per tant, no isomorfes. Fins i tot si els graus són els mateixos, els cossos no són per força isomorfs. Per exemple en Q[X] (aquí Q designa el cos dels nombres racionals), el polinomi X4 - X² - 2 = (X²+1)(X²-2) posseeix dues extensions de cos de dimensió mínima que contenen una arrel de P : Q[i] i Q[√2] Aquestes dues extensions no són isomorfes.
La clausura algebraica d'un cos és un sobrecos de K tal que tots els polinomis amb coeficients en el sobrecos són escindibles, és a dir es descomponen en producte de polinomis de primer grau. Si {\displaystyle \alpha } és una arrel de P(X) en Ω llavors K[Ω], cos engendrat per K i α és un cos de ruptura del polinomi. La proposició següent estableix el vincle entre el cos de ruptura i els subcossos del tancat algebraic isomorfs al cos de ruptura.
| Morfismes de L al tancat algebraic de K Si L és un cos de ruptura del polinomi irreductible P(X) i si Ω és la clausura algebraica de K, existeixen com a màxim n morfismes de L en Ω. Si P(X ) és un polinomi séparable, llavors existeixen exactament n morfismes. |

Un polinomi s'anomena separable si no admet arrel múltiple en Ω (el que equival a afirmar que és primer al seu polinomi derivat). És sovint el cas per a un polinomi irreductible, és sempre veritat sobre un cos perfecte (per exemple el cos dels nombres racionals, el cos dels nombres reals o tot cos de característica nul·la; és igualment el cas dels cossos finits). Veure l'article sobre els extensions separables per a més detalls.

## Altres definicions
Es troben tanmateix altres definicions del cos de ruptura.
Alguns anomenen cos de ruptura, a tot cos en el qual el polinomi P(X) posseeix una arrel. És el cas per exemple de mathématiques.net. Segons aquesta accepció {\displaystyle \scriptstyle \mathbb {R} } seria un cos de ruptura del polinomi {\displaystyle \scriptstyle X^{3}-2}
D'altres diuen cos de ruptura d'un polinomi no constant tot cos de grau finit sobre K en el qual P sigui escindible. És el cas de Lucien Chambadal. Es troba una definició propera a aquesta a l'article de l'Encyclopædia Universalis on el cos de ruptura d'un polinomi P(X) és el cos engendrat per K i el conjunt de les arrels de P, és una definició propera a la que es troba a François Le Lionnais.
En altres autors finalment, la cerca d'una extensió mínima de K que contingui una arrel de P(X) continua sent una etapa obligada per a la construcció d'un cos de descomposició però aquesta no té nom específic. És el cas, per exemple, amb Bourbaki, amb Lang o amb MacLane i Birkhoff.